# Grand Prix automobile d'Espagne 1987
Résultats du Grand Prix d'Espagne 1987, couru sur le circuit de Jerez à Jerez de la Frontera en Andalousie le 27 septembre 1987.

## Classement
| Pos. | No | Pilote             | Écurie                 | Tours | Temps/Abandon                      | Grille | Points |
| ---- | -- | ------------------ | ---------------------- | ----- | ---------------------------------- | ------ | ------ |
| 1    | 5  | Nigel Mansell      | Williams-Honda         | 72    | 1 h 49 min 12 s 692 (166,848 km/h) | 2      | 9      |
| 2    | 1  | Alain Prost        | McLaren-TAG            | 72    | + 22 s 225                         | 7      | 6      |
| 3    | 2  | Stefan Johansson   | McLaren-TAG            | 72    | + 30 s 818                         | 11     | 4      |
| 4    | 6  | Nelson Piquet      | Williams-Honda         | 72    | + 31 s 450                         | 1      | 3      |
| 5    | 12 | Ayrton Senna       | Lotus-Honda            | 72    | + 1 min 13 s 507                   | 5      | 2      |
| 6    | 30 | Philippe Alliot    | Larrousse-Ford         | 71    | + 1 tour                           | 17     | 1      |
| 7    | 4  | Philippe Streiff   | Tyrrell-Ford           | 71    | + 1 tour                           | 15     |        |
| 8    | 18 | Eddie Cheever      | Arrows-Megatron        | 70    | Panne d'essence                    | 13     |        |
| 9    | 11 | Satoru Nakajima    | Lotus-Honda            | 70    | + 2 tours                          | 18     |        |
| 10   | 17 | Derek Warwick      | Arrows-Megatron        | 70    | + 2 tours                          | 12     |        |
| 11   | 9  | Martin Brundle     | Zakspeed               | 70    | + 2 tours                          | 20     |        |
| 12   | 16 | Ivan Capelli       | March-Ford             | 70    | + 2 tours                          | 19     |        |
| 13   | 7  | Riccardo Patrese   | Brabham-BMW            | 68    | + 4 tours                          | 9      |        |
| 14   | 23 | Adrian Campos      | Minardi-Motori Moderni | 68    | + 4 tours                          | 24     |        |
| 15   | 27 | Michele Alboreto   | Ferrari                | 67    | Moteur                             | 4      |        |
| 16   | 20 | Thierry Boutsen    | Benetton-Ford          | 66    | Sortie de piste                    | 8      |        |
| Abd. | 28 | Gerhard Berger     | Ferrari                | 62    | Radiateur                          | 3      |        |
| Abd. | 3  | Jonathan Palmer    | Tyrrell-Ford           | 55    | Collision                          | 16     |        |
| Abd. | 25 | René Arnoux        | Ligier-Megatron        | 55    | Moteur                             | 14     |        |
| Abd. | 10 | Christian Danner   | Zakspeed               | 50    | Boîte de vitesses                  | 22     |        |
| Abd. | 24 | Alessandro Nannini | Minardi-Motori Moderni | 45    | Turbo                              | 21     |        |
| Abd. | 19 | Teo Fabi           | Benetton-Ford          | 40    | Moteur                             | 6      |        |
| Abd. | 8  | Andrea De Cesaris  | Brabham-BMW            | 26    | Boîte de vitesses                  | 10     |        |
| Abd. | 26 | Piercarlo Ghinzani | Ligier-Megatron        | 24    | Allumage                           | 23     |        |
| Abd. | 14 | Pascal Fabre       | AGS-Ford               | 10    | Embrayage                          | 25     |        |
| Abd. | 32 | Nicola Larini      | Coloni-Ford            | 8     | Suspension                         | 26     |        |
| Nq.  | 21 | Alex Caffi         | Osella-Alfa Romeo      |       | Non qualifié                       |        |        |
| Nq.  | 21 | Franco Forini      | Osella-Alfa Romeo      |       | Non qualifié                       |        |        |

## Pole position et record du tour
- Pole position : Nelson Piquet en 1 min 22 s 461 (vitesse moyenne : 184,145 km/h).
- Meilleur tour en course : Gerhard Berger en 1 min 26 s 986 au 49e tour (vitesse moyenne : 174,566 km/h).

## Tours en tête
- Nigel Mansell : 72 (1-72)

## À noter
- 12e victoire pour Nigel Mansell.
- 39e victoire pour Williams en tant que constructeur.
- 26e victoire pour Honda en tant que motoriste.
- 1er départ en Grand Prix pour l'écurie Coloni.
- À l'issue de cette épreuve, l'écurie Williams est championne du monde.